# Hypenidium roborowskii
Hypenidium roborowskii är en tvåvingeart som först beskrevs av Becker 1908.  Hypenidium roborowskii ingår i släktet Hypenidium och familjen borrflugor. Inga underarter finns listade i Catalogue of Life.